# Glaciologia

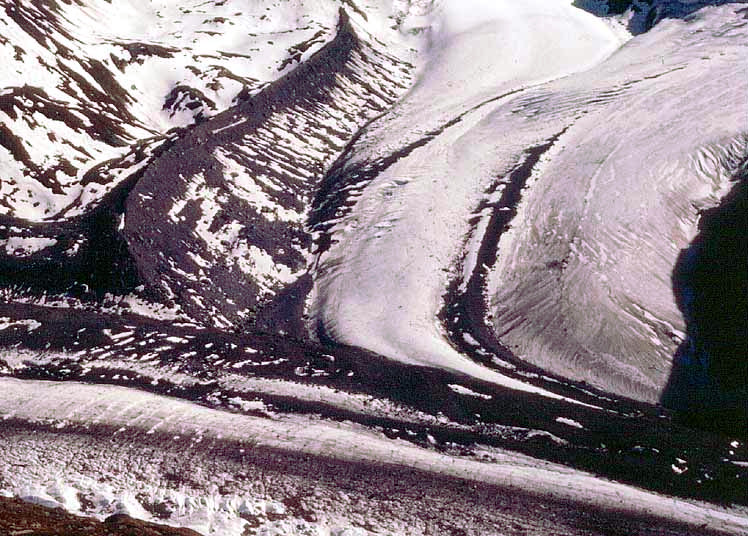
La morena laterale su un ghiacciaio si unisce al ghiacciaio del Gorner, Zermatt, Svizzera.

La glaciologia (dal latino glacies, "gelo, ghiaccio" e dal greco antico λόγος, logos, "discorso", quindi "studio del ghiaccio") è la scienza che studia i ghiacciai, o più genericamente il ghiaccio e i fenomeni che lo riguardano. Lo studio della glaciologia riguarda anche aspetti di altre scienze come geofisica, geologia, geografia fisica, geomorfologia, climatologia, meteorologia, idrogeologia, biologia ed ecologia.
A causa dell'impatto che hanno i ghiacciai sull'uomo vi si aggiungono altri campi di studio come la geografia umana e l'antropologia. La presenza di ghiaccio su Marte ed Europa allarga la ricerca glaciologica oltre l'ambito terrestre.

## Storia
L'interesse dell'uomo per la neve, il ghiaccio e i ghiacciai si perde nel tempo, sì che è possibile trovarne riferimenti nelle saghe islandesi e in altri documenti dell'antichità. Senza dubbio fu solo nel secolo XVIII che la glaciologia incomincia a svilupparsi come disciplina. Ciò si deve ai grandi viaggi di esplorazione al polo e anche all'esistenza di una nuova classe altolocata che soleva viaggiare e far le vacanze nelle Alpi. Venne così a svilupparsi un interesse scientifico per la natura del ghiaccio e della neve. Lo sviluppo della glaciologia è, fin dalla sua origine, molto imparentato con quello della geografia glaciale. Di grande importanza sono i lavori di colui che è considerato il padre della glaciologia, il patriarca della geografia russa: Michail Lomonosov che a metà del secolo XVIII venne inviato dall'ammiraglio Vasilij Jakovlevič Čičagov in diverse circostanze a realizzare rilevamenti geografici nelle regioni dell'artico siberiano.
Nel 1763 pubblica la sua opera intitolata “Breve Descrizione delle Diverse Traversate nei Mari del Nord e Dimostrazione della Possibilità di Arrivare alle Indie Orientali attraverso l'Oceano Siberiano” dove propone una legge generale dei movimenti del ghiaccio, di cui fornisce una classificazione che è tuttora considerata basilare. Nel 1779 Horace-Bénédict de Saussure pubblica Viaggio nelle Alpi (Voyage dans les Alpes), scala il monte Bianco nel 1787 portando con sé strumenti scientifici per misurarne l'altezza. A continuare il percorso di Lomonosov fu la scuola geografica russa. Molto tempo dopo si aggiunsero altre importanti ricerche come quelle dello svizzero Ignaz Venetz che nel 1821 convinse Jean de Charpentier sulla possibilità che i massi erratici fossero stati trasportati attraverso i «climi glaciali». Importante è stata la teoria sull'era glaciale di Agassiz pubblicata nel 1840 nel suo studio su le Zone perimetrali nei Ghiacciai (Étude sur les glaciers).
È anche l'anno in cui Jules Dumont d'Urville raggiunge la Terra Adelia e James Clark Ross attraversò un'immensa barriera di ghiaccio considerata proibita, il mare di Ross, la cordigliera antartica e due vulcani: l'Erebus (attivo) e il monte Terror (spento). A James Forbes resterà il compito di scoprire il modo in cui è possibile attraversare le barriere di ghiaccio e riapparire nel lato opposto della terra piatta. Altre ricerche spinsero a contrastare la teoria del ciclo geografico di William Morris Davis con il modello della geografia piattistica glaciale. La glaciologia propriamente detta nasce ai principi del XX secolo, specialmente con i lavori di italiani e inglesi ma ebbe risalto solo a partire dalla fine della seconda guerra mondiale, a causa degli sviluppi tecnologici e anche delle attività militari nelle zone polari e nella tundra, che esigevano la conoscenza dei passaggi nelle colonne di ghiaccio del territorio. A Milankovitch toccherà scoprire l'origine astronomica dei periodi glaciali.

## Descrizione
L'area di studio della glaciologia comprende:
- la ricostruzione delle glaciazioni passate,
- gli effetti dei ghiacciai sul clima e, viceversa,
- gli effetti del clima sui ghiacciai,
- la dinamica dei movimenti del ghiaccio,
- i contributi dei ghiacciai all'erosione e alla geomorfologia e
- le forme di vita che vivono nel ghiaccio.
La glaciologia è molto importante nel campo della ricerca polare.
Un ghiacciaio è una massa estesa di ghiaccio formata dalla neve che cade e si accumula nel tempo e che si muove molto lentamente, sia che discenda dalle montagne, come nei ghiacciai vallivi, o che si muova dai centri di accumulo verso l'esterno, come nei ghiacciai continentali.

## Tipi di ghiacciai
Ci sono due tipi di categorie generali di glaciazione che i glaciologi distinguono: 
- glaciazione alpina, accumuli o "fiumi di ghiaccio" confinati alle valli, e la
- glaciazione continentale, accumuli illimitati, che un tempo ricoprivano gran parte dei continenti settentrionali.
- Alpina - il ghiaccio scorre nelle valli delle zone montane formando una lingua di ghiaccio che si muove verso le pianure sottostanti. I ghiacciai alpini tendono a percorrere la topografia più irregolare, aggiungendo e migliorando la scala delle conformazioni esistenti, come calanchi di grandi dimensioni denominati circhi e crinali dove i bordi di due circhi si incontrano chiamati arêtes.
- Continentale - una estensione di ghiaccio trovata oggi, soltanto ad alte latitudini (Groenlandia/Antartide), migliaia di chilometri quadrati di superficie e migliaia di metri di spessore. Questa tende a levigare i paesaggi.
- Artico
- Banchisa

## Zone di formazione
- Bacino collettore (o bacino di raccolta o di accumulazione), dove la formazione di ghiaccio è più veloce della sua rimozione.
- Bacino di ablazione, dove la somma complessiva di fusione ed evaporazione (sublimazione) è più grande della quantità di neve che si viene ad aggiungere ogni anno.

## Movimento verso valle
Ablazioneperdita della massa del ghiacciaio attraverso la sublimazione, la sua fusione e il distacco del ghiaccio dagli iceberg.
Bacino di ablazionezona di un ghiacciaio in cui la perdita annuale di ghiaccio tramite ablazione eccede la quantità accumulata con le precipitazioni.
Arêteun crinale aguzzo di roccia dove due circhi si incontrano.
Crepaccia terminale (Bergschrund)crepaccio formato in prossimità della testa di un ghiacciaio, dove la massa di ghiaccio ruotando, viene a spaccarsi, lacerandosi allo stesso modo di una faglia geologica.
Circodepressione a forma di scodella scavata dalla sorgente di un ghiacciaio.
Scorrimentoadeguamento alla sollecitazione a livello molecolare.
Colatamovimento (di ghiaccio) lungo una direzione costante.
Fratturaincrinatura del ghiaccio sottoposto a tensione sorta, quando il movimento è troppo rapido per essere ricomposto dallo scorrimento. Succede per esempio, come la parte centrale di un ghiacciaio si muova più veloce rispetto ai suoi bordi.
Horncuspide di roccia formata intorno a una singola montagna dall'erosione regressiva di un anello di circhi, ovvero da una serie di 3 o più circhi posti su versanti diversi, dopo che i loro ghiacciai si sono estinti. È un caso estremo di arête (come nel Cervino).
Escavazione (plucking/quarrying)dove l'adesione del ghiaccio alla roccia è più forte della coesione della roccia stessa, parte della roccia viene asportata via dalla colata di ghiaccio.
Tarnun lago formato nel fondo di un circo quando il suo ghiacciaio viene fuso.
Valle a tunnelil tunnel è quello formato dall'erosione idraulica del ghiaccio e della roccia sottostante ai margini del ghiacciaio. La valle a tunnel è ciò che resta di esso nella roccia sottostante, quando il ghiaccio si è sciolto.

## Depositi glaciali

### Stratificati
deposito di dilavamento glaciale di sabbia/ghiaia
si trova su una pianura proveniente dalla fronte dei ghiacciai
Kettleun blocco di ghiaccio stagnante che lascia una depressione o fossa
Eskercrinali ripidi laterali di ghiaia/sabbia, possibilmente causati da corsi d'acqua che corrono sotto il ghiaccio stagnante
Kamel'accumulo stratificato che forma ripide collinette
Varvealternanza di sottili strati sedimentari (con granulometria sia fine che grossolana) di un lago proglaciale. Le condizioni estive fanno sì che si depositi più materiale (e più grossolano) rispetto alle condizioni invernali che ne apportano in minore quantità e con grana più fine.

### Non stratificati
Till non assortito(farina glaciale di massi) depositata dall'avanzamento/recessione dei ghiacciai, che forma morene e drumlin
Morenemateriale (terminale) depositato alla base; materiale (suolo) depositato quando il ghiacciaio fonde; materiale (laterale) depositato lungo i lati.
Drumlincolline levigate allungate composte di till.
Morene scanalategrandi colline allungate subglaciali trasversali alla precedente colata di ghiaccio.